# Smile (岡本真夜のアルバム)
『Smile』（スマイル）は岡本真夜の3枚目のオリジナル・アルバム。

## 解説
5thシングルの「泣けちゃうほど せつないけど」と、同時発売となった。
「Will～…未来へのプレゼント」は中山美穂への、「ANNIVERSARY」は石井聖子への提供曲。
初回限定スペシャルパッケージ　岡本真夜撮影写真による40Pフォトブックレット付三方背BOX。
BOXのジャケット写真は裏表とも通常仕様盤とは異なるカットを使用。
累計売上はミリオンセラーを記録。岡本のアルバムとしては初のミリオンセラーとなった。

## 収録曲
- 全作詞・作曲：岡本真夜　編曲：十川知司

1. そのままの君でいて
  - 信用金庫「SHINKIN BANK」イメージソング
  - TBSテレビ「帰って来たセカンドチャンス」挿入歌
2. Smile
  - 神戸～鳴門ルート全通記念事業「とくしま夢発進'98」イメージソング
  - 「FNS27時間テレビ みんな笑顔のひょうきん夢列島!!」CM前ジングル
  - 「FNS27時間テレビ 女子力全開2013 乙女の笑顔が明日をつくる!!」イメージソング
  - 次のアルバム「Hello」に収録されている「悩んでないでLet's Go!デス」のオープニングのBGMで使われている。
3. 泣けちゃうほど せつないけど（Album Version）
  - テレビ朝日系アニメ『キューティーハニーフラッシュ』エンディングテーマ
4. Will…～未来へのプレゼント
5. おやすみダーリン
6. 別れたいならそう言えばいいじゃない
7. Alone
8. もう一度だけキスしたかった
9. また会おうね また会えるよね
10. ANNIVERSARY

## 演奏
そのままの君でいて
- 十川知司：Keyboards, Pianica
- 渡辺等：Bass
- 水江"YOKAN"洋一郎、木幡光邦：Trumpet
- 森達彦、山岡広司：Synthesizer Sound Designers

Smile 
- 十川知司：Keyboards
- 西川進、角田順：Guitar
- KoHey（Sleep My Dear）、ICHIDAI、GENTA、TOMO、HIRO（ROLL DAYS）、T2ya（girl meets love）、渡辺雅江（スタイリスト）、徳間合唱団：Chorus
- 森達彦、山岡広司：Synthesizer Sound Designers

泣けちゃうほど せつないけど
- 十川知司：Keyboards, Hammond Organ, Acoustic Piano
- 西川進、中村修司：Guitar
- 森達彦、山岡広司：Synthesizer Sound Designers

Will... ～未来へのプレゼント～
- 十川知司：Keyboards
- 西川進、清水ひろたか：Guitar
- 篠崎正嗣、山本友重、大沼幸江：Violin
- 丸山泰雄：Cello
- 萩田光雄：Strings Arrangement
- 森達彦、山岡広司：Synthesizer Sound Designers

おやすみダーリン
- 十川知司：Keyboard
- 西川進：Guitar
- 近藤敬三：Chorus, Chorus Arrangement
- 若子内悦郎：Chorus
- 森達彦、山岡広司：Synthesizer Sound Designers

別れたいなら そう言えばいいじゃない
- 十川知司：Keyboards
- 西川進、角田順：Guitar
- 美久月千晴：Bass
- 森達彦、山岡広司：Synthesizer Sound Designers

Alone
- 十川知司：Keyboards
- 角田順：Guitar
- 美久月千晴：Bass
- 森達彦、山岡広司：Synthesizer Sound Designers

もう一度だけキスしたかった
- 十川知司：Keyboards
- 西川進：Guitar, Mandolin
- 角田順：Guitar
- 美久月千晴：Bass
- 森達彦、山岡広司：Synthesizer Sound Designers

また会おうね また会えるよね
- 十川知司：Keyboards
- 西川進、角田順：Guitar
- 上田健司：Bass
- 森達彦、山岡広司：Synthesizer Sound Designers

ANNIVERSARY
- 十川知司：Keyboards, Harpsichord
- 西川進：Guitar, Bass
- 菅坂雅彦：Trumpet
- 森達彦、山岡広司：Synthesizer Sound Designers